# Maré Matosinhos

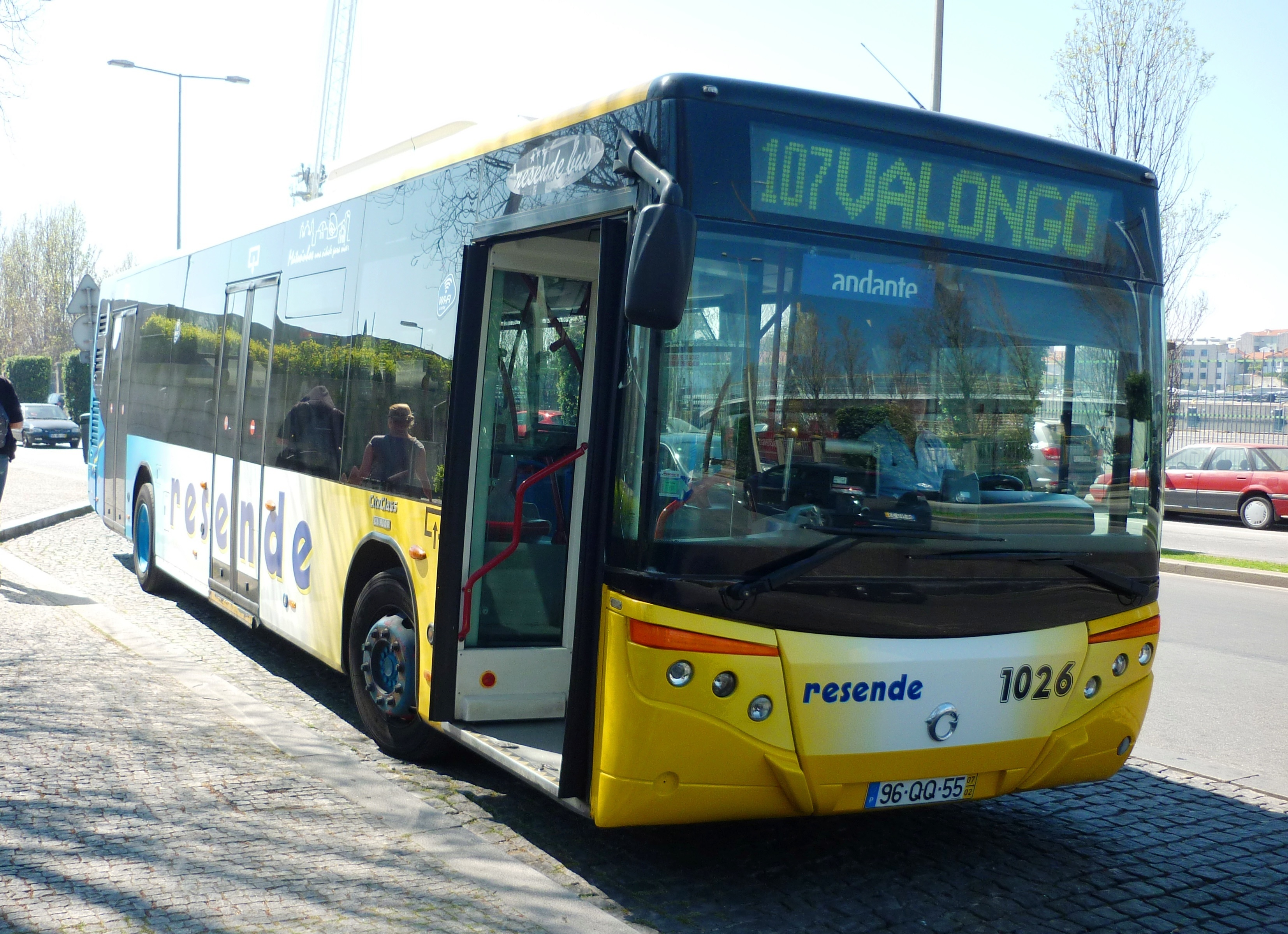
Veículo n.º 1026 da Resende Urbanos em 2017 fazendo a, já com o mesmo terminal.

A Maré de Matosinhos (ou Maré Matosinhos ou apenas Maré, estilizada como marē) era um serviço de transporte rodoviário coletivo de passageiros que servia o concelho de Matosinhos, em Portugal, com algumas carreiras estendendo-se aos concelhos limítrofes.

## História
A Maré de Matosinhos foi lançada em 2019 como parceria entre Grupo Resende e Grupo Barraqueiro — descrita como «um serviço prestado pela ViaMove – Soluções de Mobilidade, Lda». Operava 23 carreiras que anteriormente eram efetuadas sob a chancela Resende Urbanos, mantendo maioritariamente a respetiva numeração (104-135).[carece de fontes?]
Em 2020, a Maia Transportes (participada pelo Grupo Resende e pelo Grupo Barraqueiro em 45% cada) adquiriu oito autocarros MAN 19.250 HOCL que foram postos ao serviço do sistema Maré de Matosinhos.

Com a implementação da UNIR Mobilidade, a carreiras de autocarros no Grande Porto foram unificadas e este serviço deixou de existir, passando as suas carreiras para a alçada da concessionária Vianorbus, sendo renumeradas na gama 5000-5199.

### Carreiras
Cada carreira era identificada nalguma sinalética com uma cor diferente; as carreiras nouturna eram identificadas conjuntamente com a cor preto. Em dados de 2021, operava 23 carreiras:
- 104      Vilar do Senhor ⇆ Sete Bicas[◲◴] (equiv. 5001)
- 104N      Lavra ⇆ Sete Bicas[◲◴] (horário noturno) (equiv. 5101)
- 105      Leça (Decathlon) ⇆ Areosa[◲◴] (equiv. 5002)
- 105N      Aeroporto ⇆ Custóias[◲◴] (horário noturno) (equiv. 5102)
- 106      Leça (praia) ⇆ São Roque (circunvalação)[◲◴] (equiv. 5017)
- 107      Matosinhos (mercado) ⇆ Valongo (estação)[◲◴] (equiv. 5011 e 61)
- 107N      Matosinhos ⇆ Valongo[◲◴] (horário noturno) (equiv. 5104)
- 111      Mar Shopping ⇆ São Roque (circunvalação)[◲◴] (equiv. 5003)
- 116      Freixieiro ⇆ Senhora da Hora (Metro)[◲◴] (equiv. 5012)
- 118      Perafita (B.º Caç.) ⇆ Gatões[◲◴] (equiv. 5014)
- 119      Paiço ⇆ Sete Bicas (Metro)[◲◴] (equiv. 5004)
- 120      Aeroporto ⇆ Guifões[◲◴] (equiv. 5013)
- 121      Matosinhos (mercado) ⇆ Ermesinde/Sobrado[◲◴] (equiv. 5010)
- 122      Matosinhos (Câmara) ↺[◲◴] (equiv. 5006)
- 123      Matosinhos (mercado) ↺[◲◴] (equiv. 5007 e 5008)
- 124      Hospital Pedro Hispano ⇆ Cabo do Mundo[◲◴] (equiv. 5009)
- 128      Lionesa ⇆ Porto Casa da Música[◲◴] (equiv. 5024)
- 130      Paiço/Matosinhos ⇆ Custió (Ponte de Moreira)[◲◴] (equiv. 5015 e 5016)
- 131      Angeiras ⇆ Mar Shopping[◲◴] (equiv. 5018)
- 132      Vilar do Pinheiro (Metro) ⇆ Angeiras[◲◴] (equiv. 5019)
- 133      Aeroporto ⇆ Agudela[◲◴] (equiv. 5020)
- 134      Aeroporto ⇆ Viso (Metro)[◲◴] (equiv. 5021)
- 135      Senhora da Hora (Metro) ⇆ Leça (Exponor)[◲◴] (equiv. 5018)